# 国際連合安全保障理事会決議202
国際連合安全保障理事会決議202（こくさいれんごうあんぜんほしょうりじかいけつぎ202、英: United Nations Security Council Resolution 202）は、1965年5月6日に国際連合安全保障理事会で採択された決議である。南ローデシアに関係する。
安保理は、国際連合総会からの動議を再確認した上で、すべての加盟国に対して南ローデシアの一方的な独立宣言を受け入れないように要請し、イギリスに対して必要なすべての措置を講じるように要求した。
また、政治犯全員を解放し、政党が活動する自由を求めた。
さらに、イギリスに対して、公平な憲法と多数派の支配下にある南ローデシアの将来的な独立に向けて尽力するように求めた。